# Apostolepis christineae
Apostolepis christineae é uma espécie de serpente pertencente ao gênero Apostolepis. É endêmica ao Brasil, sendo encontrada nos estados de Rio de Janeiro e Mato Grosso.